# Solosuchiapa, Chiapas
Solosuchiapa là một đô thị thuộc bang Chiapas, México. Năm 2005, dân số của đô thị này là 7900 người.